# Liolaemus tacnae
Espèce
Synonymes
- Stenocercus tacnae Shreve, 1941

Liolaemus tacnae est une espèce de sauriens de la famille des Liolaemidae.

## Répartition
Cette espèce est endémique du Pérou. Elle se rencontre dans les régions de Tacna et d'Arequipa.

## Étymologie
Cette espèce est nommée en référence au lieu de sa découverte, la région de Tacna.

## Publication originale
- Shreve, 1941 : Notes on Ecuadorian and Peruvian reptiles and amphibians with description of new forms. Proceedings of the New England Zoological Club, vol. 18, p. 71-83.